# Октод

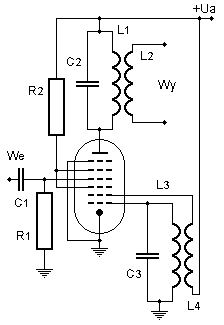
Змішувач на октоді. Хоч сіток 6, але це пентагрідна схема

Октод — електронна лампа з вісьмома електродами — анод, катод и шість сіток.
Октод є подальшим розвитком гептода. Поява шостої сітки в частотно-перетворювальних лампах була продиктована бажанням повернути пентагріду антидинатронну сітку. Таким чином, октод — це той же пентагрід, але з додатковою антидинатронною сіткою. Однак затія ця не дала відчутних якісних поліпшень, але помітно знизила надійність лампи через великі технологічні складнощі з розміщенням в одному балоні шести сіток. За всю історію розвитку лампової техніки було створено всього кілька типів октодов, з яких до стадії промислового виробництва дійшли (і то невеликими партіями) німецькі лампи типів АК-1, АК-2, СК-1 і КК-2, що розрізнялися між собою тільки параметрами підігрівача і цоколевкою.
Радянською промисловістю октоди не випускалися. Немає їх і в номенклатурі американських ламп.